# Maria Teresa Codina Codina
Mª Teresa Codina Codina (Biarritz, França, 1926 - Barcelona, 15 de novembre de 2016) fou una artista visual que experimentà amb el tèxtil. Filla de pares catalans va viure i estudiar a França fins a l'any 1960. Es formà a les escoles de Belles Arts de Barcelona (1951-53) i de París (1953-56). Establí la seu de treball a Sant Cugat del Vallès l'any 1960, on desenvolupà la seva tècnica amb el tèxtil.

En les seves primeres obres dels anys 1961-62 s'inspira en les obres primitives que observà al Musée de l'Homme de París. En destaca l'ús de jute, llana i objectes i teixits de metall. En el tall de les fibres dels teixits i les fulles de les plantes Codina hi relacionà temàtiques de la vida i la mort. L'ús de teler és intencionat ja que busca accentuar les imperfeccions i limitacions de la màquina.
"L'autèntica tradició no es tornar a fer el que feien els nostres avis, sinó fer que ells farien si visquessin en l'actualitat."
Posteriorment començà a treballar amb Oriol Bohigas, Josep Martorell i David Mackay, els membres de MBM arquitectes, amb qui es preocupà de problemes arquitectònics i de visibilitat. Va adoptar l'alt relleu en les seves obres i entrant en la tridimensionalitat i acostant-se a l'escultura i arquitectura. També va col·laborar artistes d'altres disciplines com Jean Dupla, realitzador del Centre de Recherche Cinématographique de la Universitat de Burdeus, amb el compositor Josep Maria Mestres Quadreny o amb el poeta Joan Brossa.

## Exposicions
- 1961-63. Exposa les seves primeres obres de tèxtil[6]
- 1965. Exposició particular al Col·legi d'Arquitectes de Barcelona[6]
- 1967. II Biennale Internationale de la Tapisserie. Lausana[6]
- 1969. Stedelijk Museum, Exposició "Perspectifef in Textiel" Exposa tres obres de la sèrie "Tensions et Mobiles". Presentació al "Club 49", Exposició de l'obra tèxtil i primera projecció d'"Espaces". Presentació Alexandre Cirici[6]
- 1971. V Biennale Internationale de la Tapisserie. Musée des Beaux Arts, Lausana. Galeria Zachęta, Varsovia[6]
- 1972. Galeria Seiquer, Madrid. Catàleg, text d'Alexandre Cirici[6]
- 1973. "Mostre International de Tramesa Postal" EINA, Barcelona. Ontario, Science Centre, Toronto[6]
- 1974. Galeria Dau al Set, Barcelona. Catàleg, text de M. L. Borràs[6]
- 1975. "23 Artistes catalanes de hoy", Galeria Ponce, Mèxic[6]
- 1978. "Sacs, palles i sargits", Fundació Joan Miró, Espai 10 i jardins, Barcelona. Catàleg, Francesc Vicens[6]
- 1980. "Festa de la Lletra", Barcelona. Cien años de Cultura Catalana, Palacio Velázquez, Madrid[6]
- 1981. Galeria Joan Prats, Barcelona[6]
- 1987. Exposició del Departament de Cultura de la Generalitat de Catalunya i l'ajuntament de Sant Cugat del Vallès[1]